# Molina di Quosa
Molina di Quosa è una frazione del comune italiano di San Giuliano Terme, nella provincia di Pisa, in Toscana.

## Geografia fisica
Il paese di Molina di Quosa si trova lungo la Strada statale 12 dell'Abetone e del Brennero, che scorre lungo monte, che conduce da San Giuliano Terme a Lucca.
Il paese si estende sia nella piana, sia sul crinale del Monte Pisano.

## Toponimo
Il nome Molina di Quosa significa i mulini presso il torrente Cuoza.
Anticamente, infatti, il paese era diviso in due parti: la parte in monte, chiamata semplicemente Cuoza, e la parte a valle nota come Corte di Lugnano.

## Storia

### Fondazione romana
La via che attraversa questo paese è la via Emilia Scauri che in epoca romana collegava Pisa a Lucca. Nel centro dell'attuale paese di Molina (dove ora sorge la villa Studiati-Berni), sono stati trovati resti di un'abitazione signorile di epoca romana, che fa supporre che in questa zona fosse stata costruita una colonia, un'azienda agricola, affidata alla famiglia dei Leoninus, da cui il nome Lugnano, con cui Molina era conosciuta.

### Medioevo
Dal IV all'VIII secolo, al disgregarsi dell'impero romano e in seguito alle invasioni barbare, la popolazione trovò scampo sul monte, abitando le grotte o le spelonche naturali di cui il Monte Pisano è ricco.
In monte, nel 724 sotto il regno di Liutprando, fu eretto uno dei primi monasteri cristiani, la cui chiesa era dedicata a San Michele Arcangelo. Attorno al monastero, chiamato Cuoza dal nome del ruscello presso cui sorgeva, si sviluppò un nucleo di abitazioni, mentre il paese che si stava formando a valle conservava il nome della prima colonia, Corte di Lugnano.

### Borgo fortificato
Attorno ai secoli XI e XII, lo sviluppo demografico ed economico del paese fu alimentato dalla costruzioni di mulini ad acqua, invenzione importata dai Crociati. I mulini erano dedicati alla macina dei cereali e alla spremitura delle olive.
Con il crescere della sua economia, Molina cominciò ad essere contesa fra i due stati confinanti, la repubblica di Lucca e la repubblica marinara di Pisa. A partire dal 1082 si andò sviluppando una barriera difensiva intorno al paese. Le mura, le torri e il mastio in questo periodo proteggevano il solo centro abitato. Tra la fine del XII e l'inizio del XIII secolo, il sistema difensivo del paese fu rafforzato, e nel 1286, dopo che il paese passò nuovamente di mano, i pisani iniziarono l'opera di consolidamento, costruendo un castello nei pressi di Ciapino.
Nel 1313, la mancata ratifica della Pace di Quosa, in seguito alla provocazione degli ambasciatori lucchesi, causò una nuova guerra, vinta dalle truppe pisane capitanate da Uguccione della Faggiola. Al termine della guerra, nel 1314 il condottiero ordinò la demolizione delle difese di Molina di Quosa, così come di altre fortificazioni sul confine pisano-lucchese. All'inizio del secolo XIV, le mura furono ricostruite. Nel 1503 le truppe fiorentine conquistarono il paese, e lo lasciarono in fiamme. Delle mura oggi rimane visibile un buon tratto lungo la Via dei Mulini, alcune parti delle mura sono invece state annesse alle case.

### Seconda guerra mondiale
Nell'agosto del 1944 Molina di Quosa fu teatro di un eccidio nazifascista, in località La Romagna, durante il quale 69 persone furono trucidate.
Il 31 agosto del 1944, per proteggere alcuni partigiani nascosti in canonica, il parroco di Molina, don Giuseppe Bertini, si consegnò ai tedeschi. Messo ai lavori forzati e interrogato senza successo, fu fucilato a Quercioli di Massa il 10 settembre successivo. La piazza del paese è intitolata alla sua memoria.

### Sviluppo attività economica
Nei secoli successivi, l'economia locale era fortemente legata all'attività dei molini. Agli inizi del Novecento circa 30 mulini erano operativi. L'ultimo mulino rimasto operativo ha terminato le sue attività negli anni 1950.

## Monumenti e luoghi d'interesse

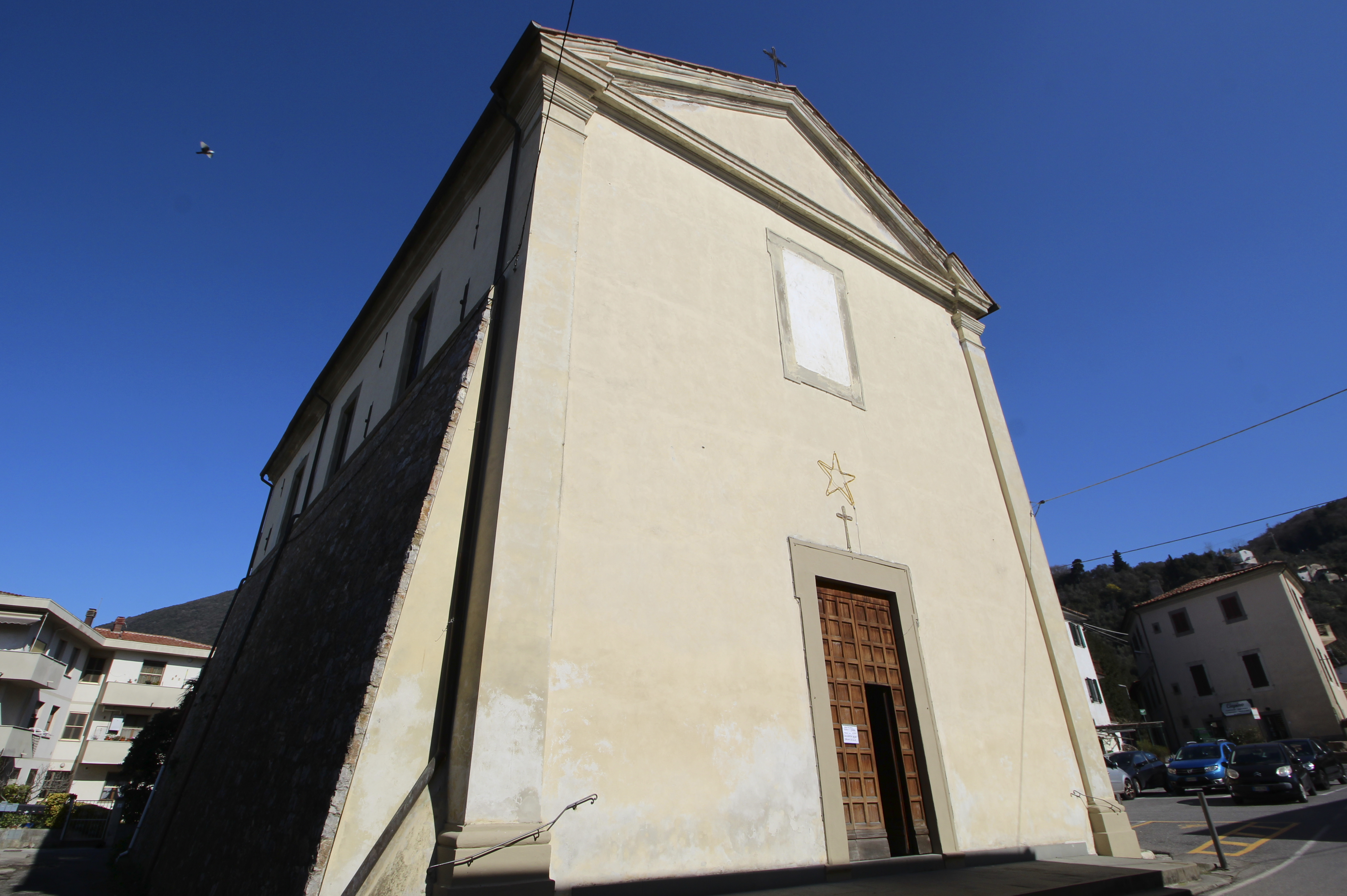
La chiesa dei Santi Lucia e Fabiano

A Molina di Quosa sono presenti diversi edifici di interesse artistico, tra cui:
- le ville del XVI e del XVII secolo
  - Villa Le Molina
  - Villa Studiati Berni;
- mulini e frantoi;
- il Castello di San Fabiano e San Sebastiano;[5]
- sacrario della Romagna, luogo dell'eccidio avvenuto l'11 agosto 1944;[6]

Inoltre di notevole interesse sono i sentieri percorribili a piedi per raggiungere il moriglion di Penna, con Cloe.

## Sport
Il paese vantava una squadra di hockey in linea chiamata "Bad Boars" Polisportiva Molinese. Fondata nel 1998 ha militato dal 2007 al 2012 in serie A2 per poi proseguire, dal 2013 al 2015 (anno del suo scioglimento), nella massima serie nazionale A1.